# 比济-达尔蒙
比济-达尔蒙（法語：Buzy-Darmont，法語發音：[byzi daʁmɔ̃]）是法国默兹省的一个市镇，属于凡尔登区。该市镇于1972年由原市镇比济（Buzy）和达尔蒙（Darmont）合并而成。

## 地理
比济-达尔蒙（49°10'10"N, 5°42'37"E）面积12.38 平方千米，位于法国大東部大區默兹省，该省份为法国西北部内陆省份，北与比利时接壤，西接马恩省和阿登省，南至上马恩省和孚日省，东临默尔特-摩泽尔省。
与比济-达尔蒙接壤的市镇（或旧市镇、城区）包括：贝尚、瓦夫尔地区班维尔、居桑维尔、埃讷蒙、拉内尔、帕尔丰德吕、圣让莱比济。

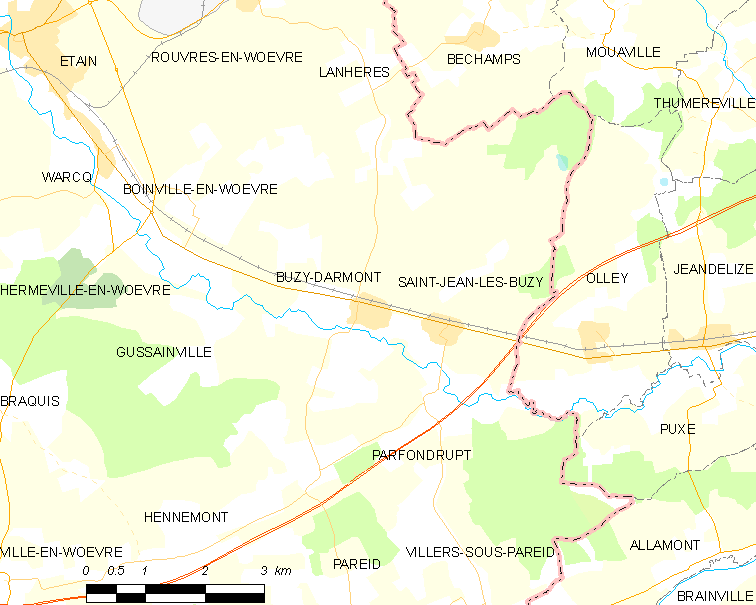
比济-达尔蒙的OSM定位图

比济-达尔蒙的时区为UTC+01:00、UTC+02:00（夏令时）。

## 行政
比济-达尔蒙的邮政编码为55400，INSEE市镇编码为55094。

## 政治
比济-达尔蒙所属的省级选区为埃坦县。

## 人口

1962-2008年间比济-达尔蒙人口变化图示

比济-达尔蒙于2022年1月1日时的人口数量为524人。